# Iso Grifo
Iso Grifo ist die zusammenfassende Bezeichnung für mehrere miteinander verwandte, im Detail aber stark voneinander abweichende Sportwagen, die von 1963 bis 1974 in Mailand bei Iso Rivolta und in Livorno bei Automobili Bizzarrini entstanden. Zur Grifo-Reihe gehören der Straßensportwagen Iso Grifo A3/L, der auch als Grifo GL verkauft wurde, und das auf Wettbewerbseinsätze zugeschnittene Modell Grifo A3/C, aus dem 1965 der Bizzarrini GT 5300 wurde. Alle Varianten sind im 21. Jahrhundert begehrte und hochpreisige Klassiker. Ein Versuch aus dem Jahr 1990, das Modell mit dem Grifo 90 wiederzubeleben, scheiterte.

## Entstehungsgeschichte
Renzo Rivoltas Unternehmen Iso Rivolta hatte 1962 den von Giotto Bizzarrini konstruierten und von Giorgio Giugiaro für Bertone gestalteten Iso Rivolta 300 herausgebracht, einen zweitürigen Gran Turismo, der als früher Vertreter des Hybrid-Konzepts US-amerikanische Antriebstechnik mit einer Karosserie und einem Fahrwerk aus europäischer – hier: italienischer – Entwicklung verbindet. Nach der erfolgreichen Einführung des Iso Rivolta IR 300 überzeugten Bizzarrini und Bertone den zunächst ablehnenden Renzo Rivolta von der Idee, vom IR 300 einen kürzeren, sportlichen Zweisitzer abzuleiten. Daraus wurde der Grifo, von dem Bizzarrini zwei in weiten Teilen eigenständige Varianten entwickelte: eine komfortable, Iso Grifo A3/L (alternativ: Grifo GL) genannte Version mit einer von Giugiaro entworfenen Bertone-Karosserie und eine Wettbewerbsvariante mit Drogo-Aufbau, die die Bezeichnung Grifo A3/C erhielt.
Beide Varianten des Grifo debütierten im November 1963 auf dem Turiner Autosalon. Der komfortable Grifo A3/L (Grifo GL) wurde auf dem Bertone-Stand gezeigt, während der sportliche Grifo A3/C bei Iso stand. Die Produktion des Grifo A3/C begann bereits 1963, während die ersten Serienexemplare des Grifo A3/L (Grifo GL) – möglicherweise um den Absatz des Rivolta IR 300 nicht zu gefährden – erst in der zweiten Hälfte des Jahres 1965 erhältlich waren. Anders als der Iso Rivolta IR 300 und anders als der Grifo A3/L (Grifo GL) wurde der Grifo A3/C nicht bei Iso in Bresso bzw. bei Bertone in Turin gebaut, sondern in Giotto Bizzarrinis Werkstatt in Livorno.
Im Frühjahr 1965 kam es zum Zerwürfnis zwischen Renzo Rivolta und Giotto Bizzarrini. Bizzarrini hatte einige der A3/C-Fahrzeuge mit seinem Markenemblem statt mit dem Iso Rivoltas (oder mit Mischformen) versehen; von größerer Bedeutung war allerdings, dass sich Bizzarrini die Modellbezeichnung „Grifo“ hatte schützen lassen. Rivolta und Bizzarrini vereinbarten zur Beilegung des Streits letztlich eine Aufteilung der Marktsegmente: Iso Rivolta erhielt den Markennamen Grifo zur exklusiven Verwendung und beschränkte sich künftig darauf, den Straßensportwagen A3/L unter der Bezeichnung Iso Grifo GL zu produzieren und zu vertreiben, während Giotto Bizzarrini ab Spätsommer 1965 die Sportversion A3/C unter eigenem Namen als Bizzarrini GT 5300 herstellte. Bizzarrini erhielt zudem von Iso Rivolta Fahrwerks- und Antriebsteile, die ausreichten, um etwa 50 weitere Fahrzeuge zu bauen. Die Produktion des Bizzarrini GT 5300, der die Nachfolge des Iso Grifo A3/C antrat, dauerte bis 1968. Sie war von anhaltenden wirtschaftlichen Schwierigkeiten Bizzarrinis und von Improvisationen geprägt.

## Iso Grifo GL
Der Grifo A3/L (später: Grifo L) ist ein zweitüriger, geschlossener Straßensportwagen, der als sportlicheres Modell den älteren Iso Rivolta IR 300 ergänzte.

### Fahrwerk und Chassis
Bizzarrini entwarf einen Plattformrahmen mit Kastenträgern, der – abgesehen von einem um zwanzig Zentimeter gekürzten Radstand – dem des Iso Rivolta IR 300 ähnlich war.

### Antrieb und Kraftübertragung

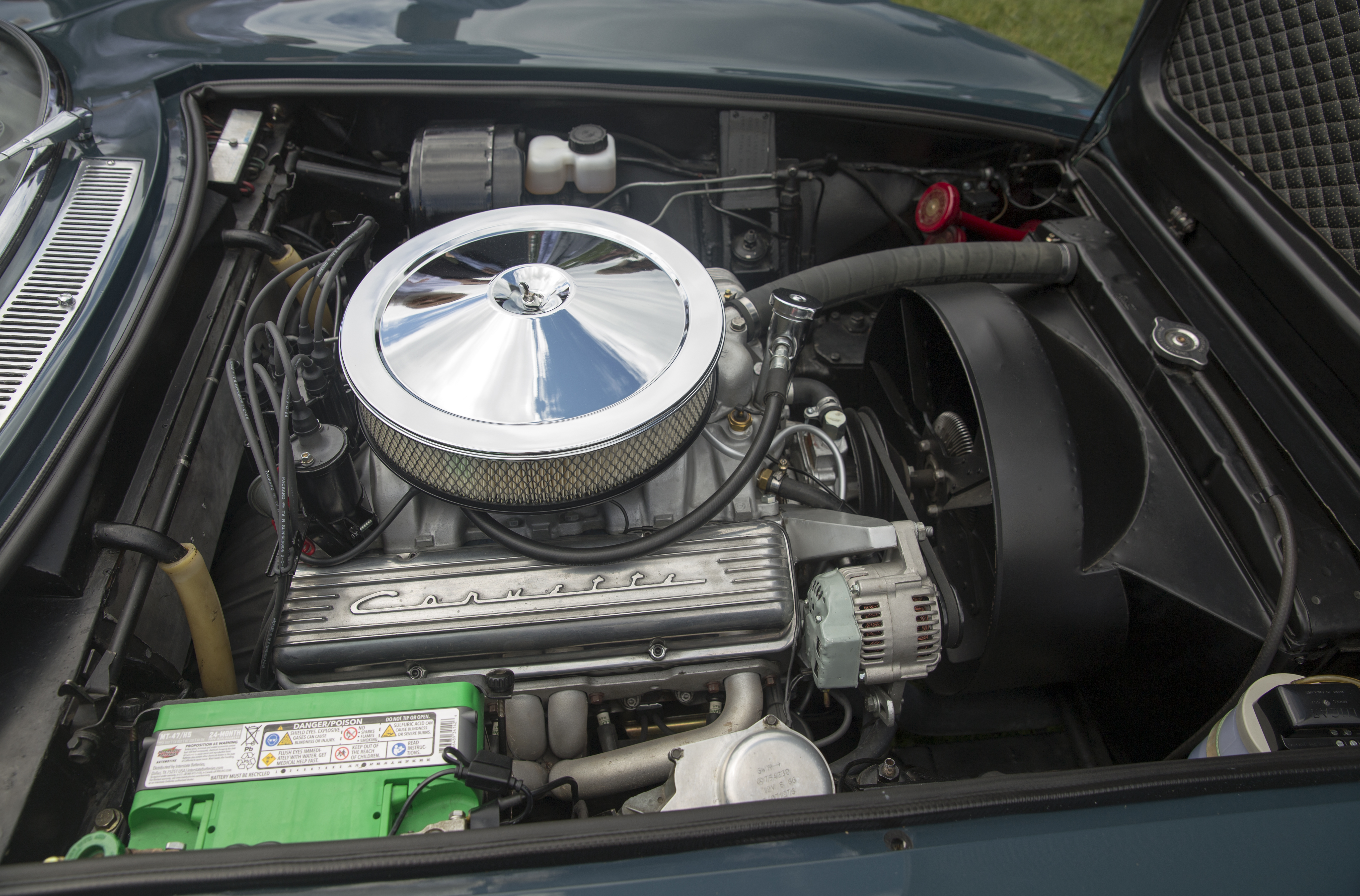
Chevrolet-Motor in einem Grifo GL 350

Als Antrieb waren amerikanische V8-Motoren vorgesehen, und zwar zunächst ein aus der Chevrolet Corvette stammender 5,4-Liter-V8 (der gleiche Motor wurde in zahmerer Version auch in den großen Opel-Modellen angeboten). Weitere Technikkomponenten wurden ebenfalls dazugekauft: Die Lenkung kam von Burman, das Sperrdifferential von Salisbury, die Scheibenbremsen von Dunlop, manuell zu schaltende Getriebe mit fünf Gängen von ZF Friedrichshafen, Vierganggetriebe von Mancie oder Borg-Warner oder eine Dreigangautomatik von Borg-Warner.

### Karosserie

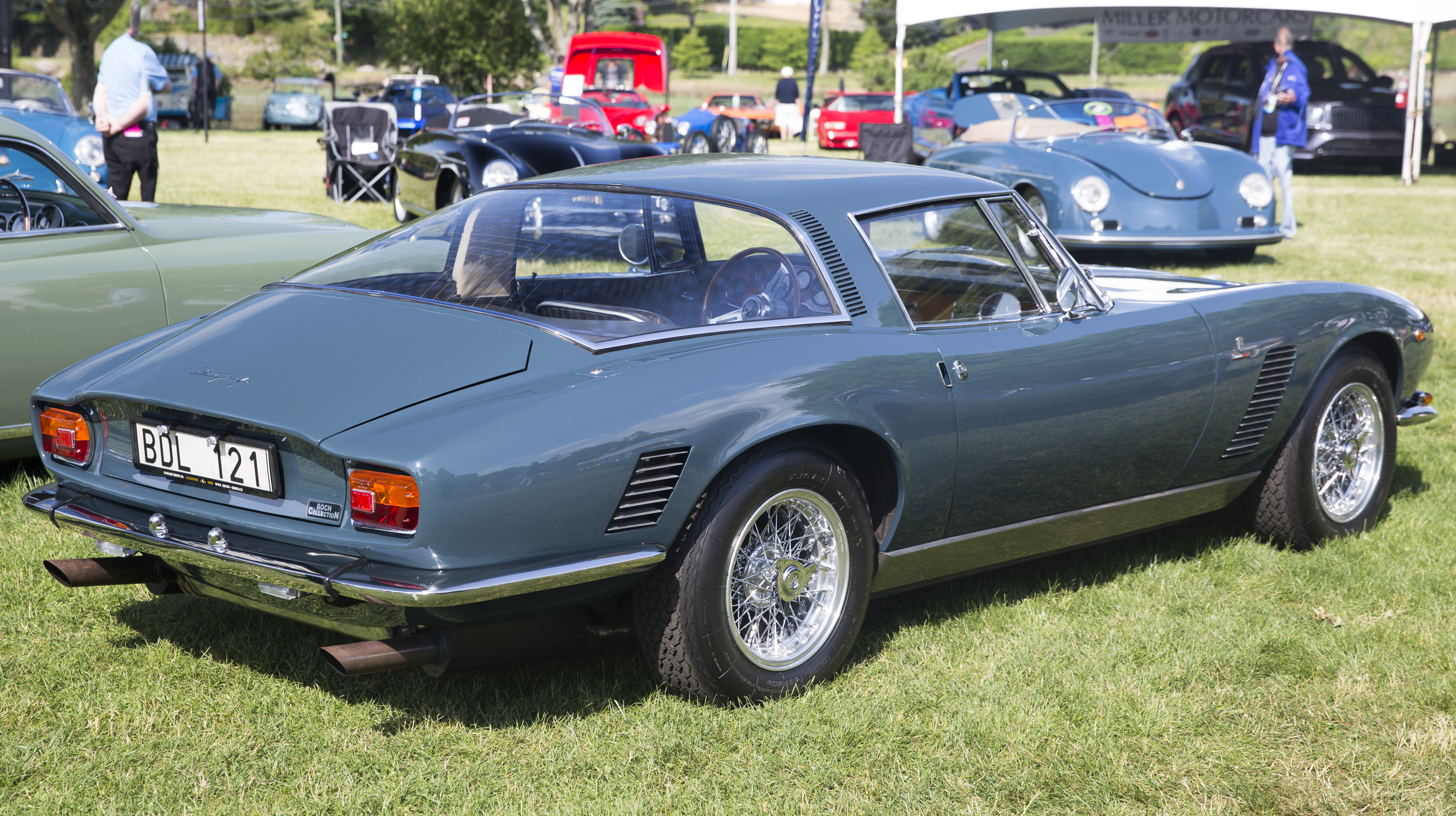
Heckpartie mit großer Panoramascheibe

Das Design des Coupés steuerte, wie schon beim Iso Rivolta IR 300, Bertone bei; konkret war es eine Arbeit des jungen Giorgetto Giugiaro, den Bertone kurz zuvor zum Designchef ernannt hatte. Giugiaro zeichnete eine niedrige Fließheckkarosserie mit sanft gerundeten, knapp geschnittenen Kotflügeln und deutlich erkennbarem, leicht geneigtem Überrollbügel. An der niedrigen Front sah man runde Doppelscheinwerfer. Die Heckpartie war von einer großen Panoramascheibe geprägt, die in einen Kofferraumaufsatz überging, und verjüngte sich zum Wagenabschluss hin deutlich. Zwischen den vorderen Radläufen und der A-Säule waren große Entlüftungsöffnungen vorgesehen, die bei einigen Modellen verchromt waren. Die Grundzüge des Designs gehen auf den Pininfarina Rondine zurück, ein Showcar, das der Amerikaner Tom Tjaarda 1963 auf der technischen Basis der Chevrolet Corvette entworfen hatte.
Der Prototyp des Grifo wurde Ende 1963 auf dem Turiner Autosalon unter dem Namen A3/L (Lusso) gezeigt. Seine Linie entsprach bereits weitestgehend dem späteren Serienmodell; lediglich die Frontpartie unterschied sich durch schräg angesetzte Scheinwerfer und einen dreidimensional angelegten Kühlergrill. Zwischen dem vorderen Radlauf und der A-Säule fand sich eine auffällige Entlüftungsöffnung, die mit einzelnen verchromten Streben abgedeckt war und den Blick auf ein dahinter liegendes Auspuffrohr im Stile amerikanischer „Sidepipes“ offenlegte. Dieses Designelement wurde nicht in die Serienproduktion übernommen.

### Die Modelle des Iso Grifo GL
1965 begann die Serienproduktion des Grifo, die bis 1974 andauern sollte. In dieser Zeit gab es ein Facelift: 1970 änderte Rivolta die Frontpartie, indem Klappscheinwerfer im Stil des Iso Lele eingeführt wurden, die die Frontscheinwerfer im Ruhezustand halb verdeckten. Abgesehen von diesen geringfügigen äußerlichen Änderungen bot Iso Rivolta im Laufe der Zeit immer neue Motorisierungen mit unterschiedlichen Leistungen an. Bei den damals angegebenen (nachstehend aufgeführten) Leistungsdaten handelte es sich allerdings durchweg um Werte nach der SAE-Norm; die DIN-Werte liegen etwa 30 % darunter.

#### Das Basismodell
Das Basismodell hieß zunächst Iso Grifo Lusso; später erhielt es die Zusatzbezeichnung IR 8. Es wurde im Laufe der Zeit mit verschiedenen amerikanischen Triebwerken zwischen 5,4 Litern und 5,8 Litern Hubraum angeboten:
- Zwischen 1965 und 1972 war als Standardmotor ein 5,4 Liter großer Achtzylinder von Chevrolet (Chevrolet Turbofire) vorgesehen, der durch unterschiedliche Tuningmaßnahmen zwischen 300 und 395 PS leisten sollte. Das deutsche Fachblatt Auto Motor und Sport untersuchte 1967 einen Iso Grifo 350. Das Fahrzeug erreichte im Test eine Höchstgeschwindigkeit von 247 km/h und erreichte die 100 km/h nach nur 6,4 Sekunden.

- Zwischen 1970 und 1972 gab es zudem eine 5,7 Liter große Version des Chevrolet Turbofire mit Leistungen zwischen 300 und 365 PS.

- Im Laufe des Jahres 1972 stellte Iso auf Ford-Motoren um. Grund dafür dürften Meinungsverschiedenheiten mit General Motors über die Bezahlung der Chevrolet-Motoren gewesen sein. Die bisherige Motorenvielfalt war nun Geschichte; für den Grifo gab es zwischen 1972 und 1974 nur noch einen 5,8 Liter großen Achtzylinder von Ford (Cobrajet) mit 325 PS. Die Borg-Warner-Automatik wurde im selben Jahr durch eine Cruise-O-Matic von Ford ersetzt.

#### Grifo 7 Litri und Grifo Can Am
Inspiriert durch den medialen Erfolg des 1966 bei Neri e Bonacini aufgebauten Nembo 7 Litri, der ein Chassis und die Karosserie des GT 5300 mit einem 7,0-Liter-Motor von Ford verband, entwickelte Iso Rivolta 1968 ein ähnlich konzipiertes Modell auf der Basis des Iso Grifo. Hierbei wurde jeweils auf erheblich größere Motoren von General Motors zurückgegriffen, die potenter, aber auch schwerer waren und einige Änderungen an Karosserie, Chassis und Fahrwerk erforderten. Die Ära der großen Grifo endete 1972, als Iso seinen Motorlieferanten wechselte: Die Big-Block-Motoren von Ford, die beispielsweise im AC 428 verwendet wurden, hielten keinen Einzug in den Grifo.

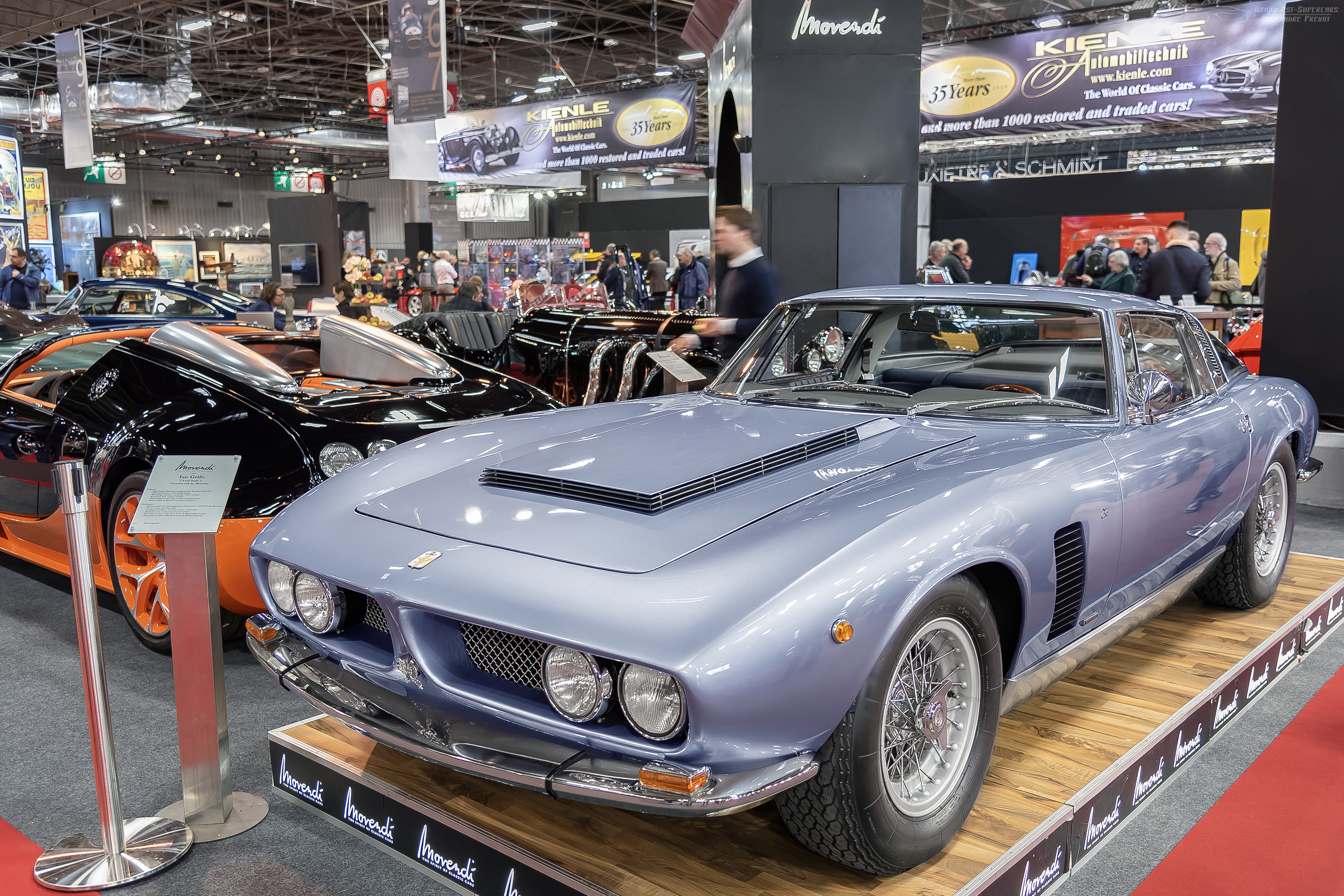
Iso Grifo 7 Litri

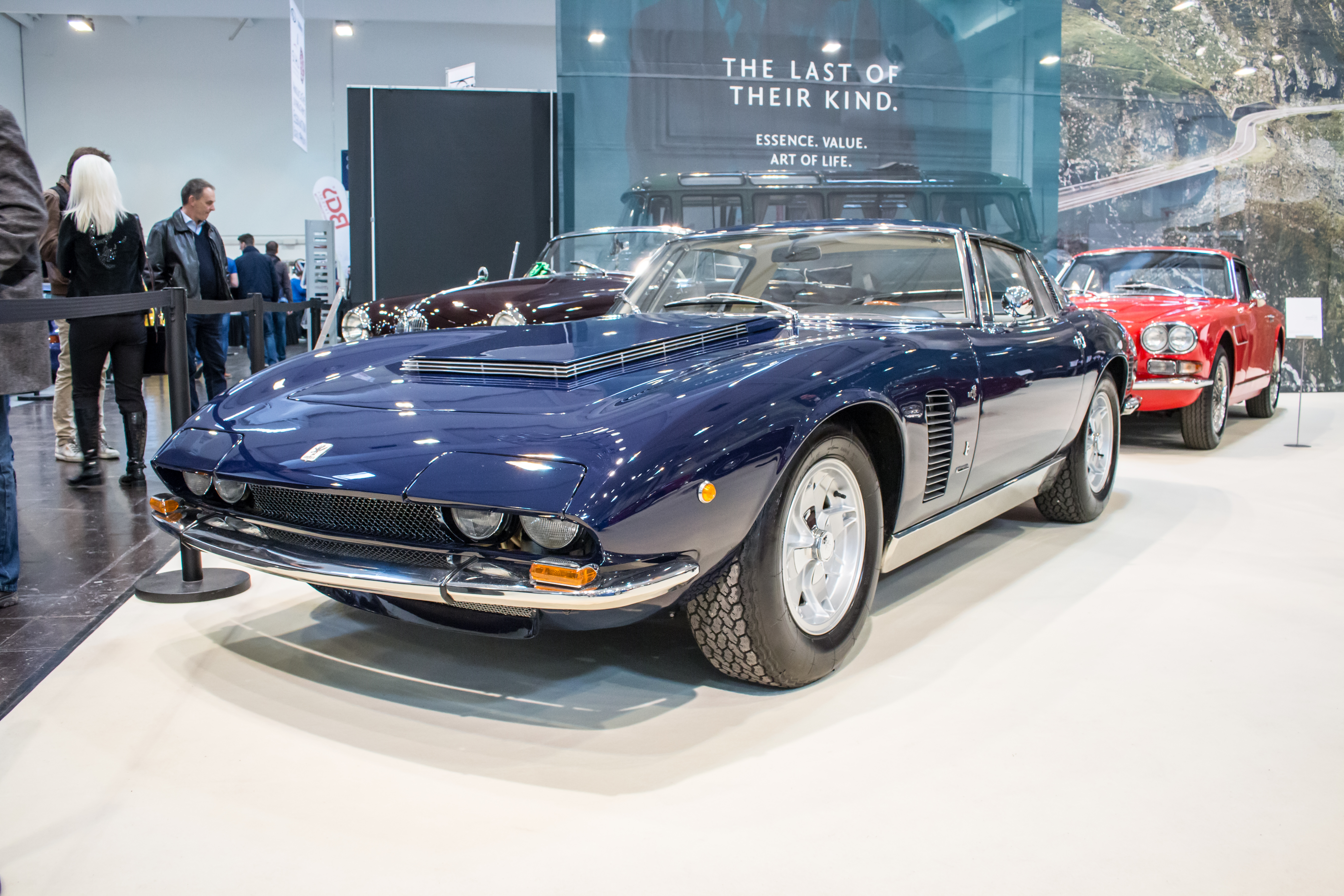
Iso Grifo Can Am

Von 1968 bis 1970 stand neben dem Basismodell der Iso Grifo 7 Litri im Angebot, eine besonders sportliche Version des Grifo mit einem deutlich größeren Motor. Zum Einsatz kam eine 7,0 Liter große Ausführung des Turbofire-Triebwerks (Turbo-Jet) mit 406 PS (299 kW). Der große Motor sorgte für überragende Fahrleistungen. Iso Rivolta gab eine Höchstgeschwindigkeit von 300 km/h an. Dieser Wert dürfte zu hoch gegriffen sein; je nach Übersetzung der Hinterachse waren maximal 275 km/h realistisch. Auch dies war freilich noch ein Wert, der den Grifo in die Leistungsbereiche von Ferrari und Lamborghini brachte. Das riesige Triebwerk passte nicht unter die serienmäßige Motorhaube des Grifo, so dass eine ausladende Hutze – im Werksjargon „Penthouse“ genannt – installiert werden musste, die der Linie des Autos abträglich war. Die 7 Litri waren freilich angesichts mangelhafter Wärmeabfuhr thermisch sehr problematisch, obwohl Iso die serienmäßige Ölwanne des Chevrolet Turbo-Jet gegen eine vergrößerte, mit zusätzlichen Kühlrippen versehene Aluminiumversion getauscht hatte. Bei schneller Fahrt heizten sich Motor und Kühlwasser dennoch stark auf; es kam wiederholt zum Platzen von Motoren. Der deutsche Importeur Auto Becker in Düsseldorf hatte in seiner Werkstatt zeitweilig eine Abteilung reserviert, die sich mit dem zügigen Austausch der Motoren des Grifo 7 Litri beschäftigte.
Das Nachfolgemodell des 7 Litri war der Grifo Can Am. Er wurde zwischen 1970 und 1972 angeboten und wurde nunmehr von einer 7,4 Liter großen Version des Turbofire-Triebwerks angetrieben. Auch hier wurde die maximale Leistung mit 406 PS (299 kW) angegeben. Der Can Am wies ebenso wie der 7 Litri ein „Penthouse“ auf der Motorhaube auf.

### Karosserievarianten
- Der Iso Grifo wurde ganz überwiegend als geschlossenes zweisitziges Coupé mit Fließheck-Karosserie verkauft. Mehrere Fahrzeuge  hatten auf Kundenwunsch ein Stahlschiebedach, einzelne wurden auch mit einem Faltschiebedach ausgerüstet.

- Zwischen 1966 und 1970 fertigte der Mailänder Karosseriehersteller Pavesi 17 Grifo mit einer Targa-Karosserie. Das Fahrzeug blieb mit Ausnahme des herausnehmbaren Dachteils (zwischen Fensterrahmen und Überrollbügel) unverändert.

- Noch vor Beginn der Serienproduktion stellte Bertone im Januar 1964 einen Spyder auf der Basis des Iso Grifo vor. Abgesehen von der Dachpartie entsprach das Fahrzeug bis auf wenige Details dem späteren Coupé, insbesondere die Frontpartie war bereits auf Serienniveau. Das sehr elegante Fahrzeug wurde nicht zur Serienreife entwickelt; es blieb bei einem Einzelstück, das heute noch existiert.

### Die Produktionszahlen
Zwischen 1965 und 1974 wurden insgesamt 412 Iso Grifo hergestellt, 17 davon als Targa. Die 7-Litri-Version wurde in siebzig Exemplaren hergestellt, die Cam-Am-Version in zwanzig Exemplaren. Von dem späten Grifo mit Ford-Motoren gab es etwa 25 Exemplare.

### Technische Daten
| Iso Grifo                        | GL 300                                                              | GL 350                                                              | 7 Litri (GL 400)                                                    | Can-Am                                                          | Grifo 1971                                                      |
| -------------------------------- | ------------------------------------------------------------------- | ------------------------------------------------------------------- | ------------------------------------------------------------------- | --------------------------------------------------------------- | --------------------------------------------------------------- |
| Motor:                           | 8-Zylinder-V-Motor (Viertakt), Gabelwinkel 90°                      | 8-Zylinder-V-Motor (Viertakt), Gabelwinkel 90°                      | 8-Zylinder-V-Motor (Viertakt), Gabelwinkel 90°                      | 8-Zylinder-V-Motor (Viertakt), Gabelwinkel 90°                  | 8-Zylinder-V-Motor (Viertakt), Gabelwinkel 90°                  |
| Hubraum:                         | 5354 cm³                                                            | 5354 cm³                                                            | 6998 cm³                                                            | 7443 cm³                                                        | 5766 cm³                                                        |
| Bohrung × Hub:                   | 101,6 × 82,5 mm                                                     | 101,6 × 82,5 mm                                                     | 108 × 95,5 mm                                                       | 108 × 101,6 mm                                                  | 101,7 × 88,9 mm                                                 |
| Leistung bei 1/min:              | 224 kW (304 SAE-PS) bei 5000                                        | 260 kW (355 SAE-PS) bei 5800                                        | 294 kW (400 SAE-PS) bei 5400                                        | 290 kW (395 SAE-PS) bei 4800                                    | 243 kW (330 SAE-PS) bei 5800                                    |
| Max. Drehmoment bei 1/min:       | 488 Nm bei 3200                                                     | 488 Nm bei 3600                                                     | 621 Nm bei 3600                                                     | 677 Nm bei 3400                                                 | 473 Nm bei 3800                                                 |
| Verdichtung:                     | 10,5:1                                                              | 11,0:1                                                              | 10,2:1                                                              | 10,25:1                                                         | 8,6:1                                                           |
| Gemischaufbereitung:             | 1 Doppel-Registervergaser                                           | 1 Doppel-Registervergaser                                           | 3 Doppelvergaser                                                    | 1 Doppel-Registervergaser                                       | 1 Doppel-Registervergaser                                       |
| Ventilsteuerung:                 | OHV, Kette                                                          | OHV, Kette                                                          | OHV, Kette                                                          | OHV, Kette                                                      | OHV, Kette                                                      |
| Kühlung:                         | Wasserkühlung                                                       | Wasserkühlung                                                       | Wasserkühlung                                                       | Wasserkühlung                                                   | Wasserkühlung                                                   |
| Getriebe:                        | 4- oder 5-Gang-Getriebe a.W. GM-Dreigang-Automatik Hinterradantrieb | 4- oder 5-Gang-Getriebe a.W. GM-Dreigang-Automatik Hinterradantrieb | 4- oder 5-Gang-Getriebe a.W. GM-Dreigang-Automatik Hinterradantrieb | GM-Dreigang-Automatik Hinterradantrieb                          | 5-Gang-Getriebe a.W. Ford-Dreigang-Automatik Hinterradantrieb   |
| Radaufhängung vorn:              | Dreiecklenker, Schraubenfedern                                      | Dreiecklenker, Schraubenfedern                                      | Dreiecklenker, Schraubenfedern                                      | Dreiecklenker, Schraubenfedern                                  | Dreiecklenker, Schraubenfedern                                  |
| Radaufhängung hinten:            | De-Dion-Achse, Längsschubstreben, Wattgestänge, Schraubenfedern     | De-Dion-Achse, Längsschubstreben, Wattgestänge, Schraubenfedern     | De-Dion-Achse, Längsschubstreben, Wattgestänge, Schraubenfedern     | De-Dion-Achse, Längsschubstreben, Wattgestänge, Schraubenfedern | De-Dion-Achse, Längsschubstreben, Wattgestänge, Schraubenfedern |
| Bremsen:                         | Scheibenbremsen rundum, Servo                                       | Scheibenbremsen rundum, Servo                                       | Scheibenbremsen rundum, Servo                                       | Scheibenbremsen rundum, Servo                                   | Scheibenbremsen rundum, Servo                                   |
| Lenkung:                         | Kugelumlauflenkung, servounterstützt                                | Kugelumlauflenkung, servounterstützt                                | Kugelumlauflenkung, servounterstützt                                | Kugelumlauflenkung, servounterstützt                            | Kugelumlauflenkung, servounterstützt                            |
| Karosserie:                      | Stahlblech, halbselbsttragend, auf Plattformrahmen                  | Stahlblech, halbselbsttragend, auf Plattformrahmen                  | Stahlblech, halbselbsttragend, auf Plattformrahmen                  | Stahlblech, halbselbsttragend, auf Plattformrahmen              | Stahlblech, halbselbsttragend, auf Plattformrahmen              |
| Spurweite vorn/hinten:           | 1410/1410 mm                                                        | 1410/1410 mm                                                        | 1410/1410 mm                                                        | 1440/1440 mm                                                    | 1440/1440 mm                                                    |
| Radstand:                        | 2500 mm                                                             | 2500 mm                                                             | 2500 mm                                                             | 2500 mm                                                         | 2500 mm                                                         |
| Abmessungen:                     | 4430 × 1770 × 1200 mm                                               | 4430 × 1770 × 1200 mm                                               | 4430 × 1770 × 1200 mm                                               | 4600 × 1800 × 1230 mm                                           | 4600 × 1800 × 1230 mm                                           |
| Leergewicht:                     | 1430 kg                                                             | 1430 kg                                                             | 1510 kg                                                             | 1610 kg                                                         | 1590 kg                                                         |
| Höchstgeschwindigkeit:           | 230 km/h                                                            | 250 km/h                                                            | 300 km/h                                                            | 290 km/h                                                        | 255 km/h                                                        |
| 0–100 km/h:                      | 8 s                                                                 | 7 s                                                                 | 6 s                                                                 | n. a.                                                           | n. a.                                                           |
| Verbrauch (Liter/100 Kilometer): | 19 S                                                                | 21 S                                                                | 25 S                                                                | 22 S                                                            | 18 S                                                            |
| Preis (DM):                      | 55.430 (1966)                                                       | 55.430 (1966)                                                       | 66.211 (1972)                                                       | 67.115 (1971)                                                   | 57.664 (1973)                                                   |

## Der Iso Grifo A3/C

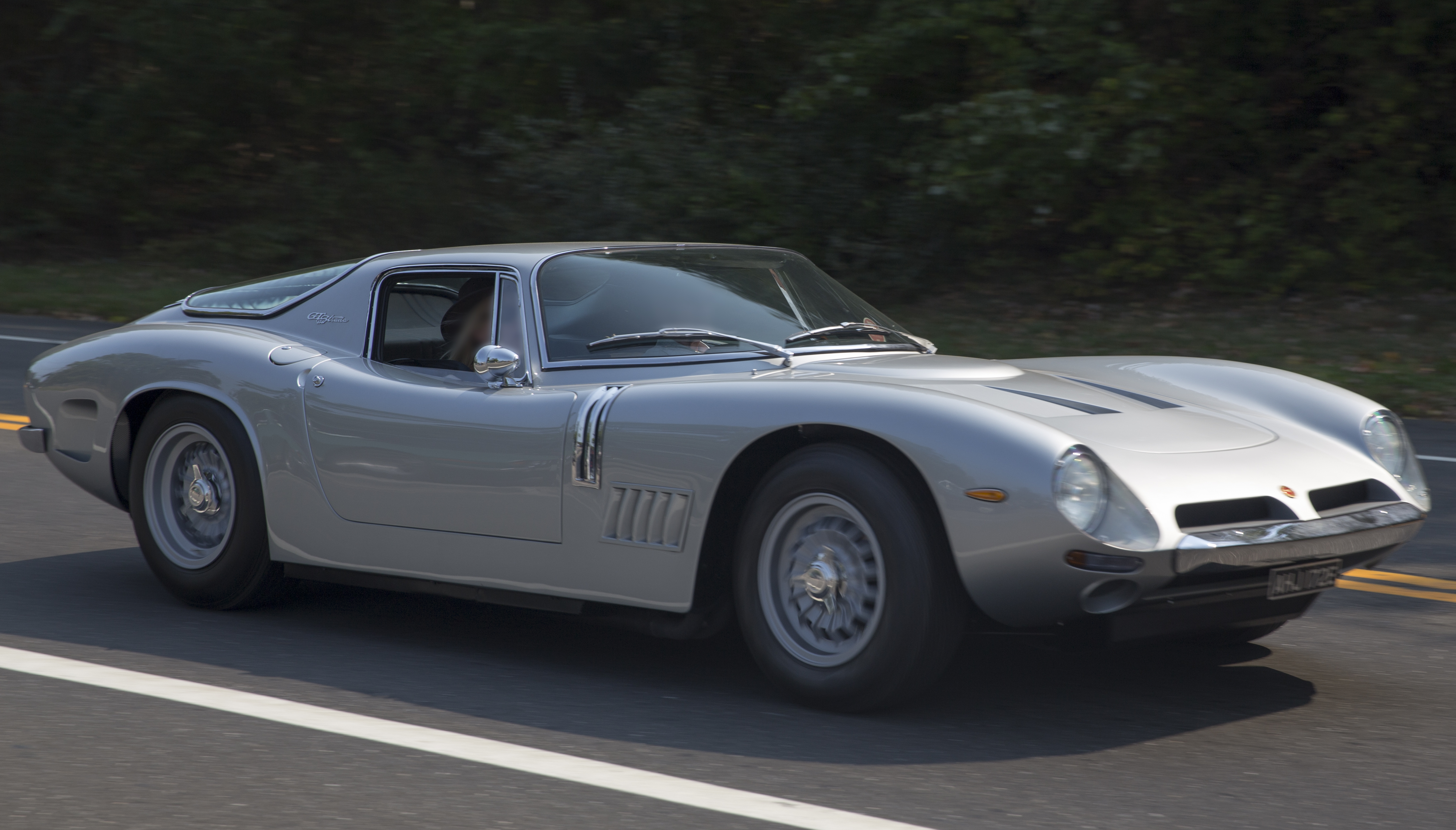
Iso Grifo GT 5300 Strada

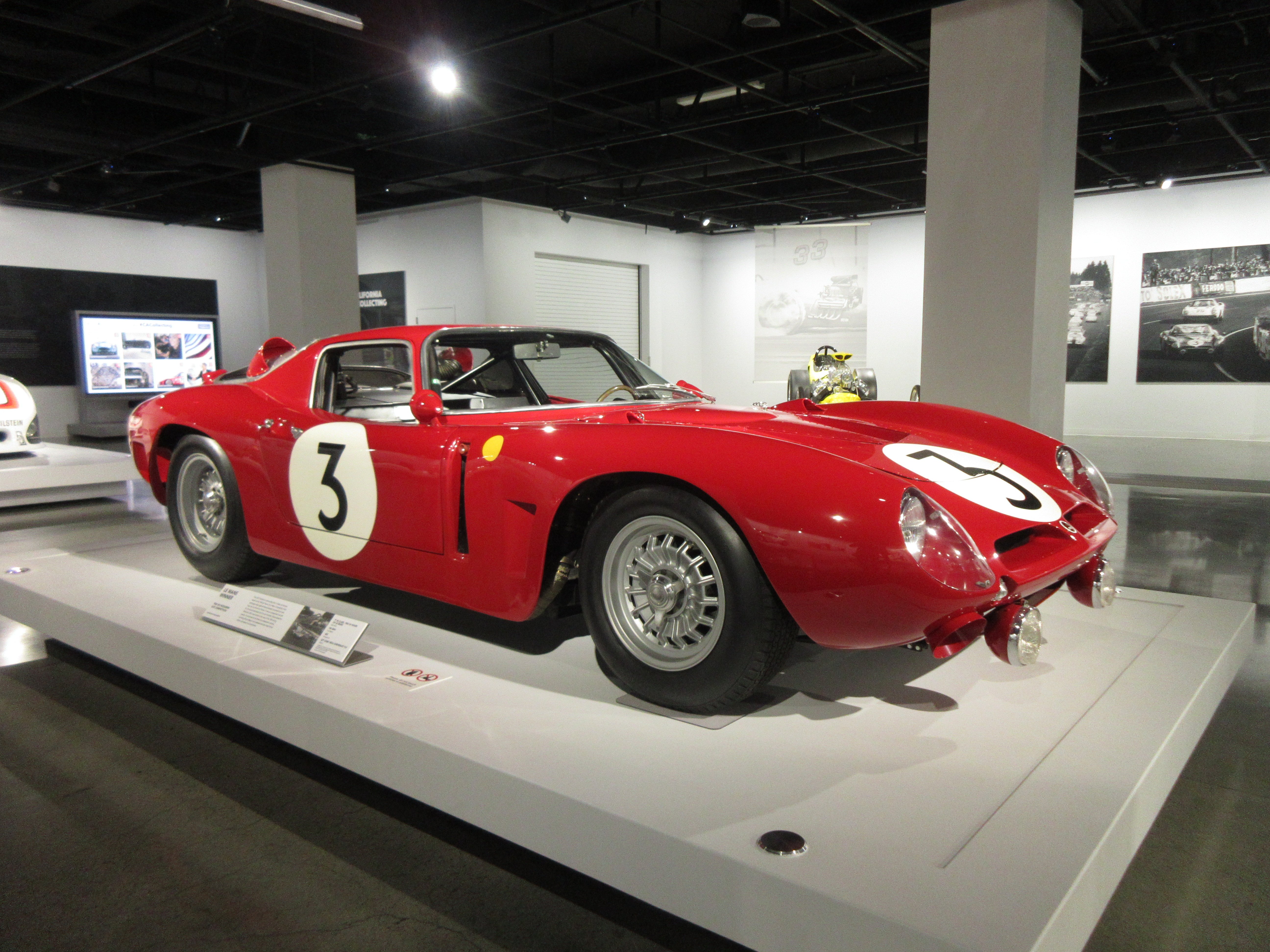
Iso Grifo A3/C Corsa

Der Iso A3/C (für Competizione) ist eine für den Rennsport bestimmte Version des Grifo. Seine Konzeption geht auf Giotto Bizzarrini zurück, der der Ansicht war, dass der Verkauf eines Straßenfahrzeugs durch eine im Rennsport erfolgreiche Wettbewerbsversion gefördert werden könne. Er wurde bis 1965 in etwa dreißig Exemplaren bei Bizzarrini in Livorno produziert und jedenfalls teilweise unter der Bezeichnung Iso vermarktet und bei Rennveranstaltungen gemeldet. Nachdem sich Renzo Rivolta und Giotto Bizzarrini im Sommer 1965 im Streit getrennt hatten, setzte Bizzarrini die Produktion des Sportwagens ohne größere technische oder formale Änderungen in eigenem Namen fort. Der Wagen wurde daraufhin bis 1968 unter der Bezeichnung Bizzarrini GT 5300 angeboten.
Der von Giotto Bizzarrini entwickelte Iso A3/C hat eine eigenständige Karosserie, als deren Urheber vielfach Giotto Bizzarrini und Piero Vanni genannt werden. Die Karosserie bestand aus Aluminium; sie wurde bis 1965 von Piero Drogos Carrozzeria Sports Cars in Modena hergestellt. Eine Ausnahme war das im März 1965 aufgebaute Fahrzeug mit der Fahrgestellnummer B 0222, das zum Zweck der Gewichtsreduzierung eine Kunststoffkarosserie erhielt.
Der Motor des A3/C stammte wie im Fall des A3/L von der Chevrolet Corvette, war aber im Detail überarbeitet worden. Die Leistung wurde in der Strada-Version mit etwa 365 PS angegeben; durch weitere Bearbeitungen, zu denen vor allem die Installation von vier Doppelvergasern vom Typ Weber 42 DCOE gehörte, konnte die Leistung für die Corsa-Variante auf 400 bis 405 PS gesteigert werden, nach anderen Quellen sogar auf 420 PS. Eine Besonderheit des A3/C war die Lage des Motors. In dem Bestreben, das Gewicht möglichst zentral im Mittelpunkt des Fahrzeugs anzuordnen, positionierte Bizzarrini den schweren amerikanischen Motor weit hinter der Vorderachse und verwirklichte damit eine Front-Mittelmotor-Lage.
Wie viele Iso A3/C bis zur Trennung von Rivolta und Bizzarrini hergestellt wurden, ist nicht geklärt. Die Angaben in der Literatur sind im Einzelnen sehr uneinheitlich; teilweise ist von 22 komplettierten Autos die Rede, teilweise von dreißig.
Sowohl die Strada- als auch die Corsa-Versionen des Grifo A3/C wurden vielfach zu Wettbewerben gemeldet. In einigen Fällen organisierte Giotto Bizzarrini einen Quasi-Werkseinsatz; zumeist brachten aber private Kunden ihre Autos an den Start. Für die Jahre 1965 und 1965 sind insgesamt 28 Renneinsätze verschiedener Grifo A3/C dokumentiert. Der Grifo A3/C erzielte 1964 und 1965 jeweils Klassensiege bei den 24-Stunden-Rennen von Le Mans.

## Der Iso Grifo 90

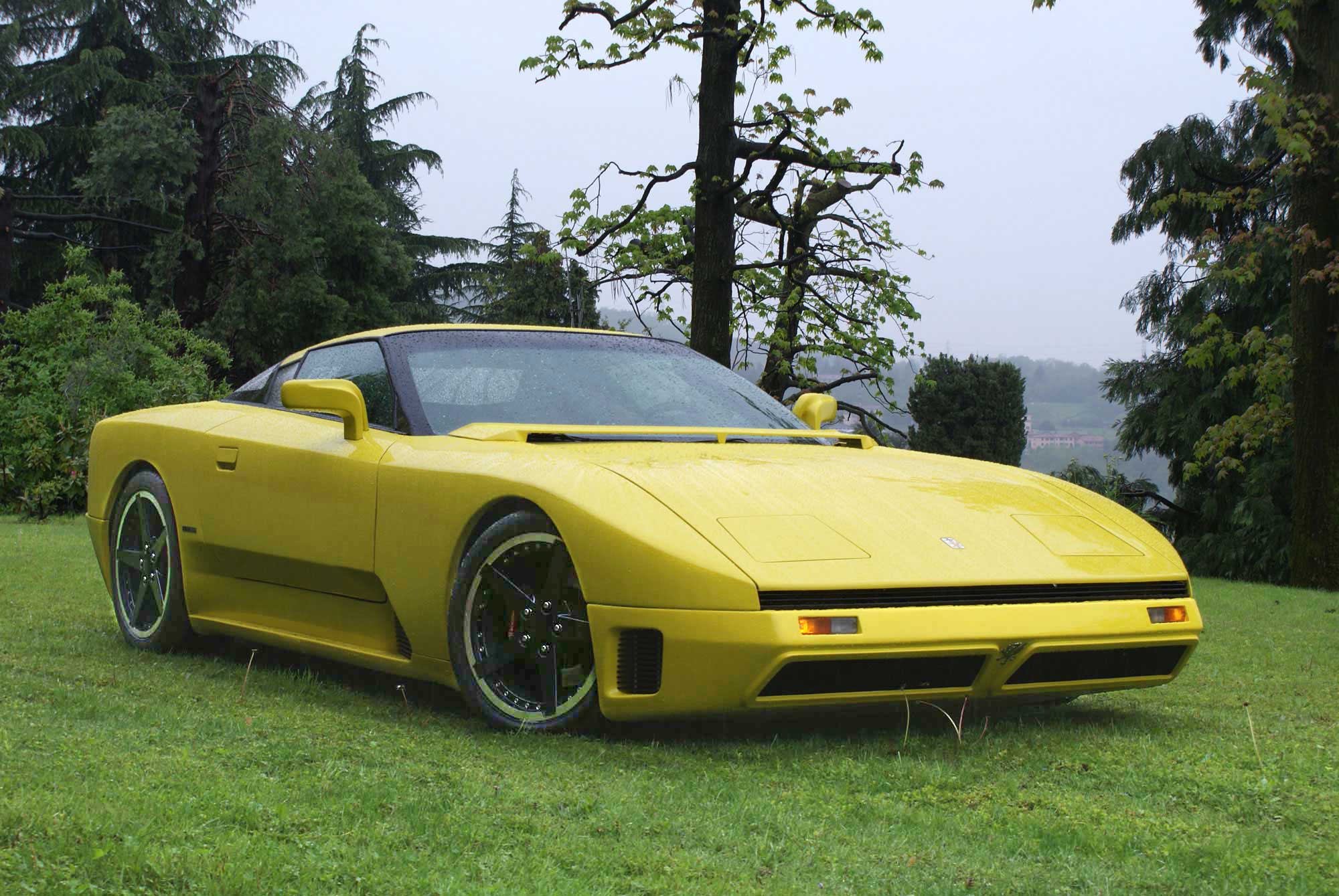
Iso Grifo 90

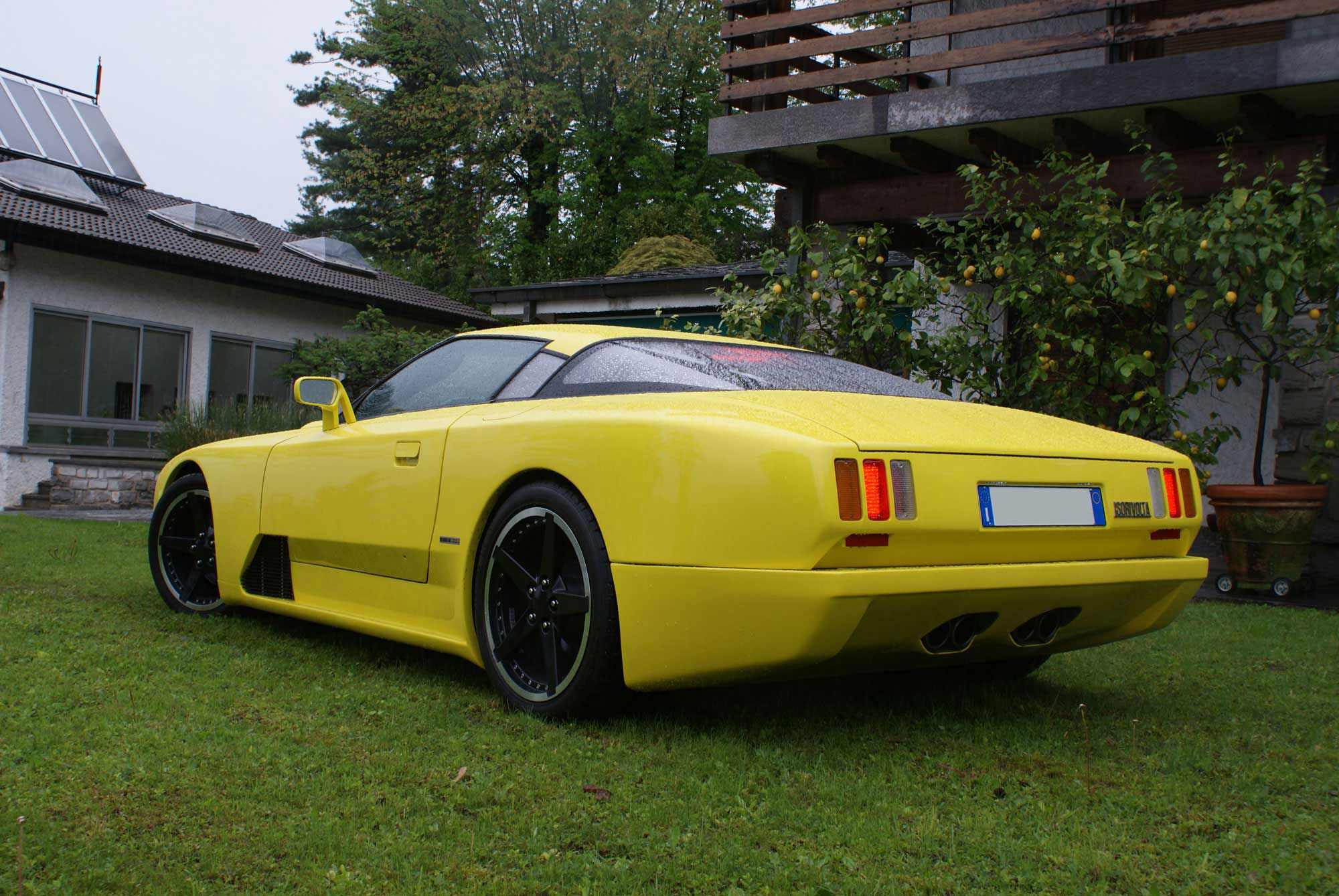
Heckpartie des Grifo 90

1991 stellte Piero Rivolta, der Sohn des Unternehmensgründers Renzo Rivolta, ein neues Fahrzeug vor, das den Namen Iso Grifo 90 trug. Es handelte sich um einen in Italien bei Dallara entwickelten Prototypen, mit dem Rivolta das Interesse der Öffentlichkeit an einer Wiederbelebung der Marke Iso testen wollte. Anders als die meisten anderen Supersportwagen jener Zeit wie beispielsweise der Ferrari Testarossa oder der Lamborghini Diablo setzte Piero Rivolta für ein neues Auto wiederum auf eine klassische Frontmotorauslegung, die bewusst Erinnerungen an das Konzept des früheren Iso Grifo wecken sollte. Diesem Ansatz entsprach auch die Wahl der Antriebstechnik: Wie der klassische Grifo verwendete auch der Grifo 90 einen Motor von der Chevrolet Corvette, in diesem Fall das leistungsstärkste Aggregat der Corvette ZR-1. Der 5,7 Liter große Motor sollte 440 PS leisten, die über ein Sechsganggetriebe an die Hinterachse übertragen wurden. Die Karosserie war von Marcello Gandini entworfen worden; sie bestand aus Kunststoff. Der Luftwiderstandsbeiwert wurde mit 0,31 angegeben, die Höchstgeschwindigkeit mit 299 km/h.
Im Jahr 1991 entstand ein einzelner, gelb lackierter Prototyp, der in der Folgezeit auf diversen Ausstellungen gezeigt wurde. Angeblich plante Piero Rivolta den Beginn der Serienproduktion für das Jahr 1993. Daraus wurde nichts. Der Wagen wurde nicht zur Serienreife entwickelt; kein weiteres Fahrzeug wurde gebaut. Einer der Gründe dafür war möglicherweise die Höhe des in Aussicht gestellten Kaufpreises, der sich auf 100.000 britische Pfund belief und das Interesse der Öffentlichkeit in Grenzen hielt.